# 快可立

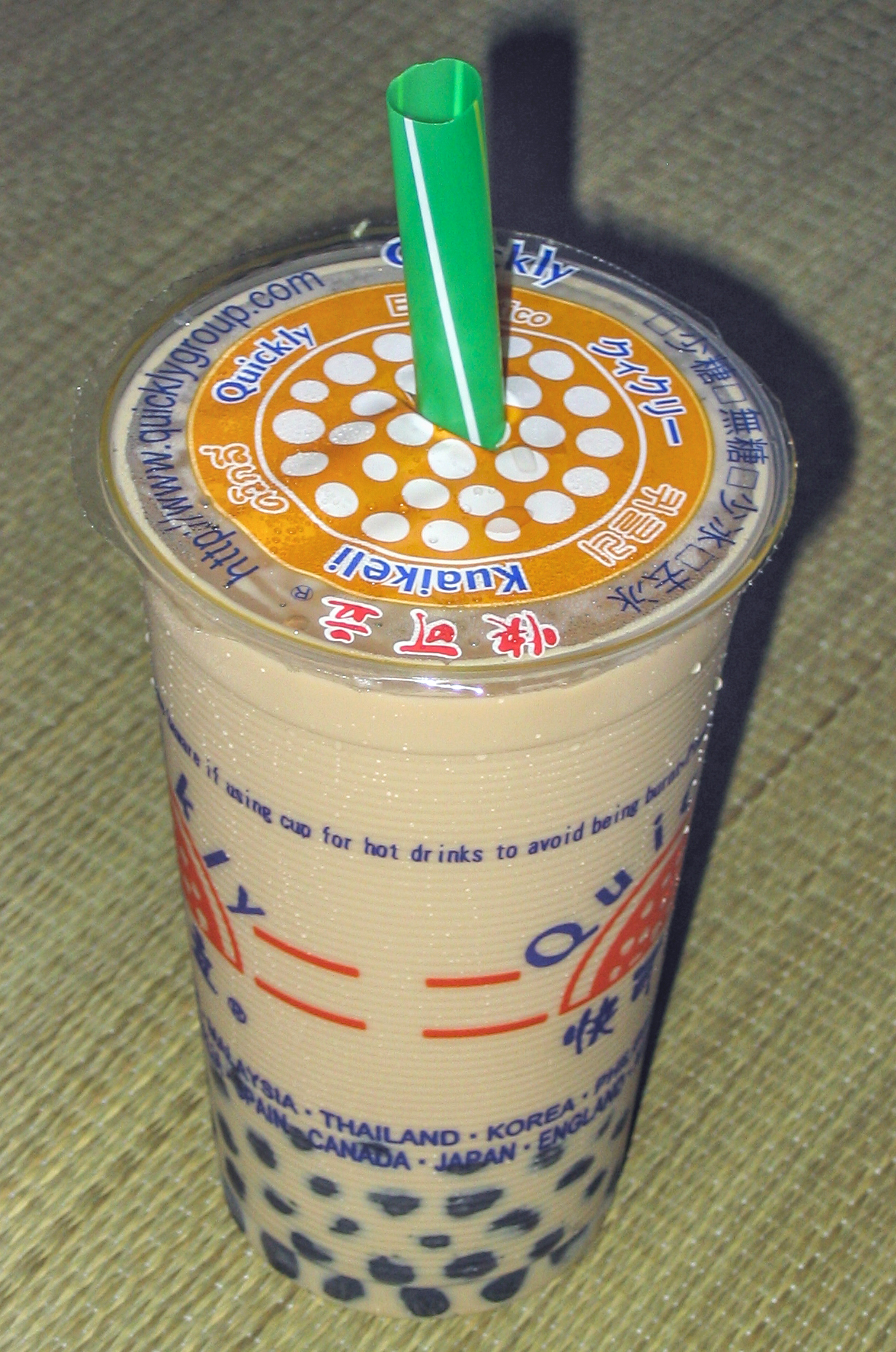
珍珠奶茶

快可立（Quickly、クィクリー、クイックリー。ピンイン、注音符号 ㄎㄨㄞˋ ㄎㄜ˅ ㄌㄧˋ）は、中華民国(台湾)新北市汐止区に本社を持つ、タピオカティーを主力商品とするドリンクスタンドチェーン店である。

## 概要
台湾を含め、アメリカ合衆国、シンガポール、インドネシア、スペインなど、世界46カ地域に1,800店舗をチェーン展開しているドリンクスタンドの企業で、黒タピオカパールを使ったミルクティー、ブラック・パールティ（黒珍珠奶茶）を発売し、人気を得た。
1996年創業。1998年5月に台湾台北県に快可立フランチャイズ本部設立。アメリカを中心に世界展開を広げる中で日本にも上陸し、2008年には日本地区フランチャイズ運営法人である「快可立クィクリージャパン株式会社」が設立された。
またこれとは別に、2012年に台湾本社直営の「快可立企業有限公司（クイックリーエンタープライズ）日本支社」が設立され、直営店を展開していた。
一時は福岡市を筆頭に、北九州市、大分市、沖縄県、岡山県、広島市、名古屋市、大阪府、京都市、東京都、札幌市などに店舗が存在する。イオンモールやアリオなどショッピングセンター内にテナントを置いていた。
ブランド名である快可立は「クワイクーリー」と発音される。「快 クワイ」すぐに、「可 クー」おいしく、「立 リー」自由に持ち歩く、という意味で、これに英語のquicklyという語を当てたと説明されている。
台湾には原料を供給するための関連会社、金醇食品有限公司を設けている。

## メニュー（店舗により異なる）
- ミルクティー：パール、ジャスミン、杏仁、ココナッツ、蜂蜜、仙草(ハーブ)、プリン、チョコレート、ストロベリー、香港式
- ミルク：紅芋、黒ゴマ、ココア、チョコレートココア、抹茶、ストロベリー、ココナッツ
- 美容酢：ピーチ、青梅、マスカット、青リンゴ、オレンジ、ミックス
- シェイク：チョコレートココア、抹茶、黒ゴマ、紅芋、ヨーグルト、ミント、カルカル、緑豆、三色シェイク(メロン、ヨーグルト、ローズヒップ)
- 二色シェイク(ヨーグルトと右記一種、単品も可)：ストロベリー、パッション、メロン、マンゴー、ローズヒップ、ピーチ、キンカン
- フルーツジュース：パッション、ピーチ、マンゴー、ミント、蜂蜜ミント、蜂蜜、ストロベリー、メロン、仙草(ハーブ)、キンカン、ローズヒップ、シークワーサー
- 紅茶、ジャスミン茶：パール(珍珠)、蜂蜜、ミント、ストロベリー、パッション、メロン、マンゴー、ピーチ
- コーヒー：コーヒー、Quicklyコーヒー、カフェラテ、モカ、チョコレート
- 伝統豆乳：パール(珍珠)、ココナッツ、黒ゴマ、抹茶、杏仁
- その他ホット商品や寒天、タピオカのトッピングあり。